# Joan Benoit
Joan Benoit Samuelson (Cape Elizabeth, 16 maggio 1957) è un'ex maratoneta statunitense, vincitrice della medaglia d'oro alle Olimpiadi del 1984 a Los Angeles, anno in cui la maratona femminile fu introdotta per la prima volta alle Olimpiadi.

## Biografia
Nata a Cape Elizabeth nel Maine, Benoit iniziò a correre per lunghe distanze per guarire da una frattura alla gamba patita mentre sciava. Al college eccelleva nelle discipline atletiche e nel 1979, quando partecipò alla Maratona di Boston, era una perfetta sconosciuta. Tuttavia vinse quella maratona in 2:35:15, abbassando di 8 minuti il record della maratona di Boston. Benoit bissò quel successo nel 1983, stabilendo anche il nuovo record assoluto della maratona, abbassando di 2 minuti il tempo stabilito da Grete Waitz alla Maratona di Londra il giorno precedente, nonostante si fosse sottoposta due anni prima ad un'operazione al tendine d'Achille. Il suo tempo del 1983 le avrebbe permesso di vincere le ultime quattro maratone di Boston.
Alle Olimpiadi estive del 1984 vinse il primo oro olimpico per la maratona femminile con il tempo di 2:24:52, con più di un minuto sulle sue rivali (nonostante il forte caldo, lo smog e un tasso di umidità molto alto, che provocarono la drammatica defaillance alla Dorando Pietri dell'atleta svizzera Gabriela Andersen-Schiess). Dietro di lei si classificarono Grete Waitz, Rosa Mota (che quattro anni dopo avrebbe vinto a sua volta l'oro olimpico) e Ingrid Kristiansen, le migliori atlete del periodo. Nonostante abbia vinto nel 1985 la Maratona di Chicago, negli anni successivi una serie di infortuni le ha impedito di continuare a competere ad alti livelli. Nel 1985 ha ricevuto il premio James E. Sullivan come miglior atleta dilettante degli Stati Uniti.

### Dopo il ritiro
In seguito al ritiro dalle competizioni sportive, ha scritto alcuni libri ed ha aperto una clinica specializzata in problemi legati alle attività sportive. Oltre a questo, è anche allenatrice di un gruppo di atlete di corsa campestre e di corsa su lunghe distanze ed è una commentatrice di eventi sportivi. Fondò inoltre la Beach to Beacon Road Race, una corsa di 10 km che si disputa a Cape Elizabeth ogni agosto, corsa a cui partecipano alcuni tra i più importanti atleti del mondo. Nel 2006 curò la preparazione del ciclista Lance Armstrong per la Maratona di New York.

## Altre competizioni internazionali
1981
- Bronzo alla Maratona di Boston ( Boston) - 2h30'17"
- Argento alla Maratona di Ottawa ( Ottawa) - 2h37'25"

1983
- Oro alla Maratona di Boston ( Boston) - 2h22'43"

1985
- Oro alla Maratona di Chicago ( Chicago) - 2h21'21"

1988
- Bronzo alla Maratona di New York ( New York) - 2h32'40"